# Orratjärnen
Orratjärnen är en sjö i Örnsköldsviks kommun i Ångermanland och ingår i Nätraåns huvudavrinningsområde. Sjön har en area på 0,185 kvadratkilometer och ligger 254,8 meter över havet.

## Delavrinningsområde
Orratjärnen ingår i det delavrinningsområde (703463-160227) som SMHI kallar för Utloppet av Orratjärnen. Medelhöjden är 304 meter över havet och ytan är 3,25 kvadratkilometer. Det finns ett avrinningsområde uppströms, och räknas det in blir den ackumulerade arean 3,36 kvadratkilometer. Vattendraget som avvattnar avrinningsområdet har biflödesordning 3, vilket innebär att vattnet flödar genom totalt 3 vattendrag innan det når havet efter 69 kilometer. Avrinningsområdet består mestadels av skog (86 procent). Avrinningsområdet har 0,18 kvadratkilometer vattenytor vilket ger det en sjöprocent på 5,7 procent.